# Leonardo Zanotti
Leonardo Zanotti (ur. 12 marca 1978) – włoski kolarz szosowy i górski, brązowy medalista mistrzostw świata MTB.

## Kariera
Największy sukces w karierze Leonardo Zanotti osiągnął w 2000 roku, kiedy reprezentacja Włoch w składzie: Marco Bui, Leonardo Zanotti, Mirko Faranisi i Paola Pezzo zdobyła brązowy medal w sztafecie cross-country podczas mistrzostw świata w Sierra Nevada. Był to jedyny medal wywalczony przez Zanottiego na międzynarodowej imprezie tej rangi. Startował także w wyścigach szosowych, jego największym osiągnięciem jest trzecie miejsce w klasyfikacji generalnej wyścigu Okolo Slovenska w 2002 roku. Rok później wziął udział w Giro d'Italia, zajmując 57. miejsce w klasyfikacji generalnej. Nigdy nie zdobył medalu na szosowych mistrzostwach świata. Nigdy też nie wystąpił na igrzyskach olimpijskich.